# 여효진
여효진(余孝珍, 1983년 4월 25일 ~ 2021년 7월 31일)은 대한민국의 전 축구선수였고 포지션은 중앙 수비수였다.
2021년 7월 31일 암으로 투병 중 사망하였다.

## 클럽 경력
2006년 FC 서울에 입단하여 K리그에 데뷔했으나, 잇단 부상으로 인하여 그 해 단 한차례의 리그가 경기에도 출전하지 못했고 2007년 광주 상무에 입단하여 그 해 리그에서 19경기를 뛰었지만, 2008년 리그 2경기와 리그컵 4경기를 뛰는데 그쳤다.
2008년 11월 군복무를 마치고 FC 서울로 복귀하였으나 FC 서울에서 출전 기회를 받지 못하였고 2010년에도 도치기 SC로 임대 이적하였다. 2011년에도 FC 서울에 복귀하였고 리그 11경기에 출전하였다.
2011년 11월 21일에는 박희도와 트레이드되어 방승환과 함께 부산 아이파크로 이적했고, 2013년에 고양 Hi FC로 이적하였다.

## 수상 내역

### 클럽

#### FC 서울
- K리그 컵 우승 1회(2006년)